# سونيت 18
تُعَد «سونيت 18» واحدة من أشهر السوناتات الـ 154 التي كتبها الكاتب والشاعر الإنجليزي وليام شكسبير.
في السونيت، يسأل المتحدث ما إذا كان يجب عليه مقارنة الشاب بيومٍ صيفي، لكنه يلاحظ أن الشاب لديه صفات تتجاوز يوم الصيف، كما يلاحظ أن صفات يوم الصيف قابلة للتغيير وستنقص في النهاية، ثم يذكر المتحدث أن الشاب سيعيش إلى الأبد في القصيدة، طالما أنه سيتم قراءتها. هناك سخرية يتم التعبير عنها في هذه السونيت: وهي أنه ليس الشاب المقصود سيتم تخليده، ولكن وصفه الوارد في القصيدة هو وصف ضئيل أو معدوم، وبدلاً من ذلك تحتوي القصيدة على أوصاف حية ودائمة لأيام الصيف؛ والتي يفترض أن يعيشها الشاب.

## البناء
السونيت 18 هي سونيته إنجليزية أو شكسبيرية، تحتوي على 14 سطرًا: ثلاثة رباعيات يتبعها آخر سطرين (مربع). كما أن لديها صفات مخطط القافية: ABAB CDCD EFEF GG. القصيدة تعكس التقليد الخطابي من السونيت الإيطالية أو البتراركان. ناقشت سوناتات البتراركان عادة الحب وجمال الحبيب، غالباً ما يكون الحب بعيد المنال، ولكن ليس دائماً. كما أنها تحتوي على فولتا، أو تحول في موضوع القصيدة، بدءًا من الربع الثالث. يوجد في السطر الأول سؤال بلاغي.

## سياق الكلام
القصيدة هي جزء من تسلسل «الشاب العادل» (بالإنجليزية: Fair Youth)‏ (الذي يضم السوناتات 1-126 في الترقيم الصادر من الطبعة الأولى في 1609). كما أنها الأولى من السوناتات بعد تسلسل الافتتاح الموصوف باسم «سوناتات الإنجاب» (بالإنجليزية: Procreation sonnets)‏. على أية حال، يزعم بعض العلماء أنها جزء من «سوناتات الإنجاب»، لأنه تتناول فكرة الوصول إلى الحياة الأبدية من خلال الكلمات المكتوبة، وهو موضوع موجود في السوناتات 15-17. في هذا التسلسل، يمكن النظر إليها كجزء من الانتقال إلى السمة الزمنية لـ سونيت 20.

## تحليل
في هذه السونيت الشهيرة، يبدأ شكسبير بعقد مقارنة بين جمال حبيبه والطقس المعتدل في يوم من أيام الصيف، ثم ينفي هذه المقارنة لأن الصيف موسم متقلب، وينهي القصيدة بأن محبوبه قد كسر حدود الزمن؛ وذلك لأنه خلده في قصيدته، والتي في رأيه، سوف تبقى خالدة وسينشدها الناس على مر الزمان. يستخدم شكسبير في السونيت أوصافًا للطبيعة والقوة والجمال ويقارن بهم بقوة الشاب التي يمتلكها في شبابه وحيويته وعنفوانه، ومع ذلك، يجد شكسبير أن جمال وقوة الطبيعة لا تُضاهى بجمال وقوة الشاب، إنه يستخدم قصيدته كوسيلة لتزويد الشباب بالوجود الأبدي.
في الرباعية الأولى، يُقارن الشباب بالطبيعة من خلال مقارنة الشاب بأيام الصيف، تشير الصور، والتألق، والنور، والحياة، والإضاءة، وكل الأشياء المرتبطة بالشمس كمصدر لكل هذه الأشياء. السطر الأول هو على شكل سؤال، وهو سؤال بلاغي، لكن يدرك شكسبير بعدها أنه أخطأ في مقارنته، «أنكَ أحبّ من ذلك وأكثر رقة»،(السطر الثاني). يبدأ شكسبير بإظهار عيوب الصيف، بدءًا من مثال أن الرياح تأتي عنيفة في مايو وتعكر صفو الأزهار، يستخدم شكسبير مرة أخرى قوة الطبيعة عندما يتحدث عن الريح؛ فالصورة التي استخدمها هي صورة الرياح الساخنة القادمة في مايو وهي تهب على الزهور الجميلة، من ناحية أخرى، قد تكون الريح تعبيرًا مجازيًا عن مشاكل وعقبات الحياة، «الرياح القاسية تعصف ببراعم مايو العزيزة»، (الثالث). يواصل شكسبير في شرحه لعدم كفاية الصيف، قد يكون جميلاً في بعض الأحيان، ولكن لا يدوم إلا لفترة من الزمن خلال السنة «وليس في الصيف سوى فرصة وجيزة»، (الرابع). تعني هذه المقارنة أن الجمال والشباب يدومان طوال العام، لا توجد ساعة زمنية لإنهائهم ولا نهاية لهما، قضية الوقت هي قضية ذات أهمية كبيرة في هذه القصيدة.
يشتكي المتحدث في الرباعية الثانية أن الصيف يمكن أن يكون حارًا جدًا؛ إذ يمكن أن تشرق الشمس كثيرًا في بعض الأيام ويكون الجو حارًا جدًا، وفي أيام أخرى يتم إخفاء وجه الشمس بواسطة السحب الملبدة بالغيوم، فهو يجسد الشمس للمقارنة. الشمس حارة جداً ولكن الشباب كما كان وكما هو الآن، معتدل.
| سونيت 18 | والروعة بأسرها تتلاشى عنها روعتها يوما ما، بالقدر أو الطبيعة التي قد تتغير دورتها بلا انتظام | سونيت 18 |

يعترف المتحدث بأن معظم الإبداعات الطبيعية سوف تُتلَف وتُحطَّم بمرور الوقت، ستُشوَّه بعض الأشياء «بالصدفة» بينما ستتغير معظم الأشياء من خلال تغير الطبيعة. نظرًا لأن المتحدث كان يقارن القصيدة بيوم صيفي، فإن أيام الصيف تعاني بالفعل من التلف مع الرياح العاتية التي تهز الأزهار، والشمس شديدة الحرارة أحيانًا، والمظللة بالغيوم أحيانًا. يوضح أن هذا التناقص الطبيعي لا يمكن أن يحدث للقصيدة، وستظل دومًا في حالة من الكمال.
ينهي المتحدث في الرباعية الأخيرة عن شرح كيفية أن الصيف هو مقارنة غير عادلة للشباب، «لكن صيفك الخالد لن يذوي أبدا»، ويحدد المزايا التي تظهرها السوناتة على عكس يوم الصيف؛ فإن السوناتة ستبقى إلى الأبد، متحدية ويلات الزمن التي يمر بها الصيف، لن يتلاشى صيف السوناتة؛ بينما حتمًا سوف يختفي يوم الصيف الطبيعي، وبالتالي، لن تفقد السوناتة جمالها أبدًا، لن تموت كما يموت الناس بل ستبقى إلى الأبد كما كتب الشاعر «أسطر خالدة».
| سونيت 18 | فما دامت للبشر أنفاس تتردد وعيون ترى، سيبقى هذا الشعر حيا، وفيه لك حياة أخرى | سونيت 18 |

في المقطع الثنائي، يتم إثبات الحجة، فما دامت الإنسانية موجودة وتستمر في القراءة، ستستمر السوناتات في حالة من الكمال وستظهر جمالها.